# Jeff Austin (acteur)
Pour les articles homonymes, voir Jeff Austin et Austin.
Jeff Austin est un acteur américain né le 29 août 1954 à Chicago, Illinois (États-Unis).

## Filmographie
- 1979 : Transplant (TV) : Terminal Host
- 1980 : Joni (en) : Butch
- 1983 : Carpool (TV) : Newsman
- 1984 : Hollywood Hot Tubs (en) de Chuck Vincent : Butch
- 1985 : Rocky 4 de Sylvester Stallone : Reporter
- 1990 : Visions en direct (Fear) de Rockne S. O'Bannon : Stage Manager
- 1991 : Une vie brisée (Reason for Living: The Jill Ireland Story) (TV) : Dr Hynes
- 1992 : Doctor Mordrid (en) d'Albert Band et Charles Band : Det. Levitz
- 1992 : Woman with a Past (TV) : Marshall
- 1992 : Business Woman (Lady Boss) (TV) : Policeman
- 1993 : The Criminal Mind (de) de Joseph Vittorie : State Trooper #1
- 1995 : Alien Nation: Body and Soul (en) (TV) : Jones
- 1997 : L.A. Confidential de  Curtis Hanson : Detective
- 1998 : Armageddon de Michael Bay : NASA Tech
- 2000 : Growing Up Brady (en), de Richard A. Colla (TV) : Brady Bunch 2nd AC #2
- 2001 : X-Files (épisode Nouvelle Génération) : le docteur Nordlinger